# Romavia
Romavia was een Roemeense luchtvaartmaatschappij met thuisbasis in Boekarest.

## Geschiedenis
Romavia werd opgericht in 1991 door de Roemeense regering. De maatschappij ging failliet in 2014.

## Vloot
De vloot van Romavia bestaat uit:(april 2007)
- 2 British Aerospace BAE-146-200